# アンジュー

かつてのアンジューを現在の県で色分けした地図

アンジューの旗

アンジュー（Anjou）は、アンジェを州都としてフランス北西部にあった州の一つで、ほぼ現在のメーヌ＝エ＝ロワール県に対応する地方である。Anjouの-jou-は厳密には長音節とはならないので、「アンジュ」という表記もありうるが、実際には-jou-が第１音節-an-よりも長い音で発音される傾向があり、また「アンジュ」と表記すると、ange（天使）の日本語表記と混同されるおそれもあるので、「アンジュー」という表記は許容範囲内にあるといえる。主要な葡萄栽培の地方でもある。この地名は、古代ローマ時代にこの地方の住民であったガリア人のアンデカウィ族（Andecavi）に由来する。

## 地理的区分
アンジューはロワール川北のアンジュー・シュペリウール（Anjou supérieur）と、南のアンジュー・アンフェリウール（Anjou inférieur）に分かれる。

### アンジュー・シュペリウール
- le Baugeois, à l'est de la Sarthe
  - le pays de Baugé,
  - le pays de Céans (cant. de la Flèche)...
- le Segréen, à l'ouest de la fr:Sarthe
  - la Bouère (Château-Gontier),
  - le Craonnais

### アンジュー・アンフェリウール
- du Saumurois à l'est du Layon
  - du Bourg (cant. de Montreuil-Bellay),
  - le Vaux (cant. de Gennes) etc.
- モージュ

## 歴史
中世のアンジューはもと伯爵領で、1360年以降は公爵領となった。アンジューを統治していた貴族はアンジュー家と呼ばれるが、複数の家系が交替した。アンジューは、ナンテ（ナント周辺）、ヴァンドーム、メーヌ、マイエンヌといった近隣の伯爵領を服従させ、フランスの「大公国」（principauté）に数えられていた。
伯爵の一人ジョフロワ・プランタジュネは、イングランド王にしてノルマンディ公でもあったヘンリー1世の娘マチルダと結婚した。その結果、子供のヘンリー2世は、イングランド、ノルマンディ、アンジューを手に入れた。ヘンリー2世は、更にアリエノール・ダキテーヌとの結婚によってアキテーヌをも手にしたが（アンジュー帝国）、これは、その後の英仏の対立（百年戦争）の起源ともなった。
その後、この地はイングランド王ジョンの代にフランス王フィリップ2世によって回収されたが、以後も要地ということでフランス国王の有力な近親者がアンジュー伯（公）に叙されることが多く、そこを足がかりにフランス以外の王位を継承する例が多かった（アンジュー＝シチリア家、ヴァロワ＝アンジュー家など）。